# Je reviens de l'enfer (film, 1956)
Pour plus de détails, voir Fiche technique et Distribution.
Je reviens de l'enfer (Toward the Unknown) est un film américain réalisé par Mervyn LeRoy et sorti en 1956.

## Synopsis
Le major Lincoln Bond de l'US Air Force a été capturé pendant la guerre de Corée et soumis à la torture. Il a finalement craqué après 14 mois et a signé des aveux utilisés par la propagande. À sa libération, il met une année à se remettre de ses épreuves avant de se présenter au Flight Test Centre de la base aérienne d'Edwards, dans l'espoir de retravailler comme pilote d'essai.

## Fiche technique
- Titre original : Toward the Unknown
- Réalisation : Mervyn LeRoy
- Scénario : Beirne Lay Jr.
- Photographie : Harold Rosson
- Musique : Paul Baron
- Montage : William H. Ziegler
- Pays de production :  États-Unis
- Durée : 115 minutes
- Date de sortie :  
  - États-Unis : octobre 1956

## Distribution

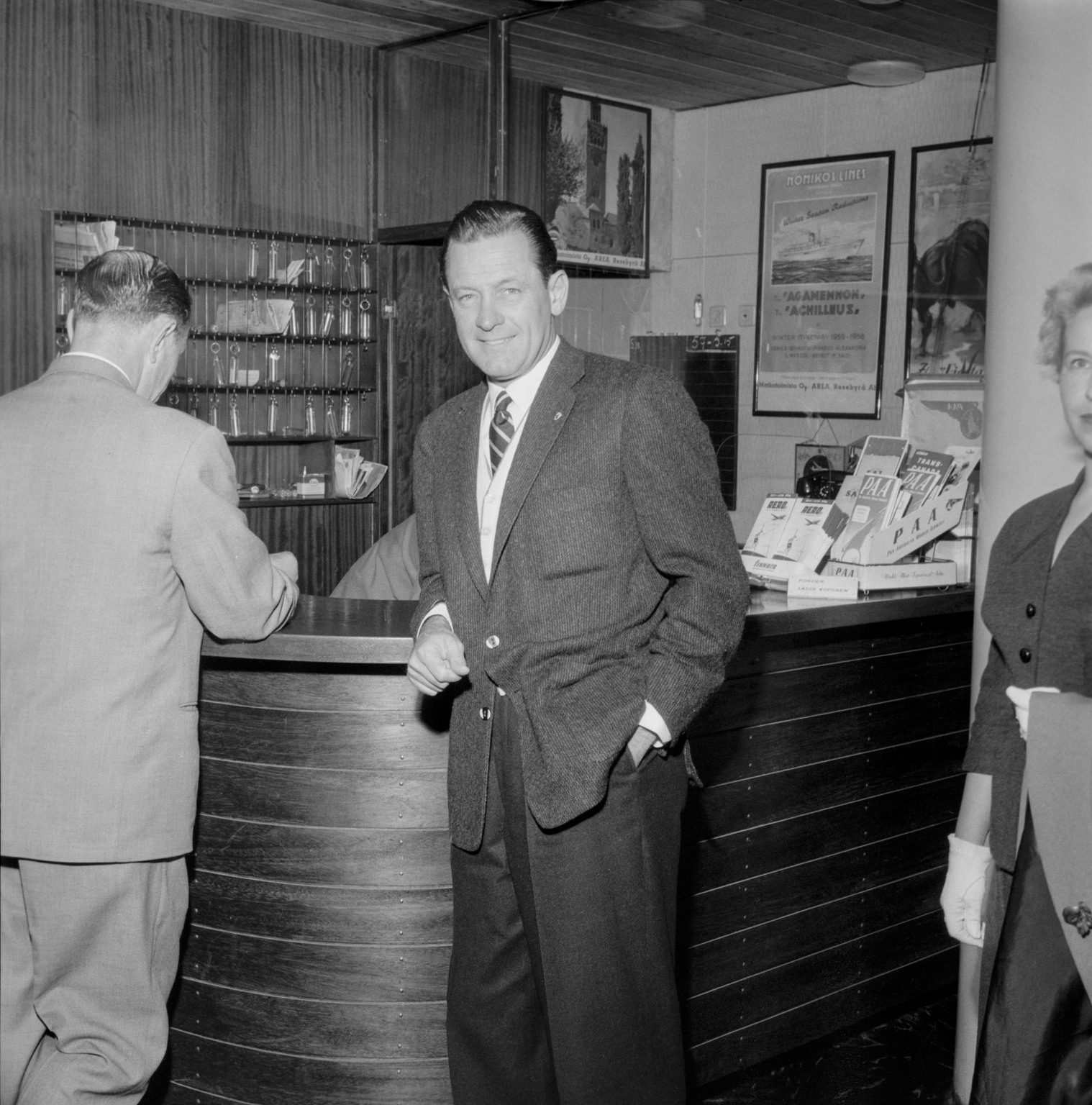
William Holden en 1956

- William Holden (VF : Raymond Loyer) : Major Lincoln Bond
- Lloyd Nolan (VF : Pierre Leproux) : Brigadier Gen. Bill Banner
- Virginia Leith (VF : Danièle Roy) : Connie (Caroline en VF) Mitchell
- Charles McGraw (VF : Jean Clarieux) : Colonel 'Mickey' McKee
- Murray Hamilton (VF : William Sabatier) : Major Bromo Lee
- Paul Fix (VF : Pierre Morin) : Lt. Gen. Bryan Shelby
- James Garner (VF : René Arrieu) : Lt. Col. Joe Craven
- L.Q. Jones (VF : Serge Lhorca) : 2nd Lt. Sweeney
- Karen Steele : Polly (Paulette en VF) Craven
- Bartlett Robinson (VF : Claude Bertrand) : Senator Black
- Malcolm Atterbury (VF : René Bériard) : Hank
- Ralph Moody (VF : Gérard Ferrat) : Harvey Gilbert
- Maura Murphy : Sarah McKee
- Carol Kelly : Debbie

## Production

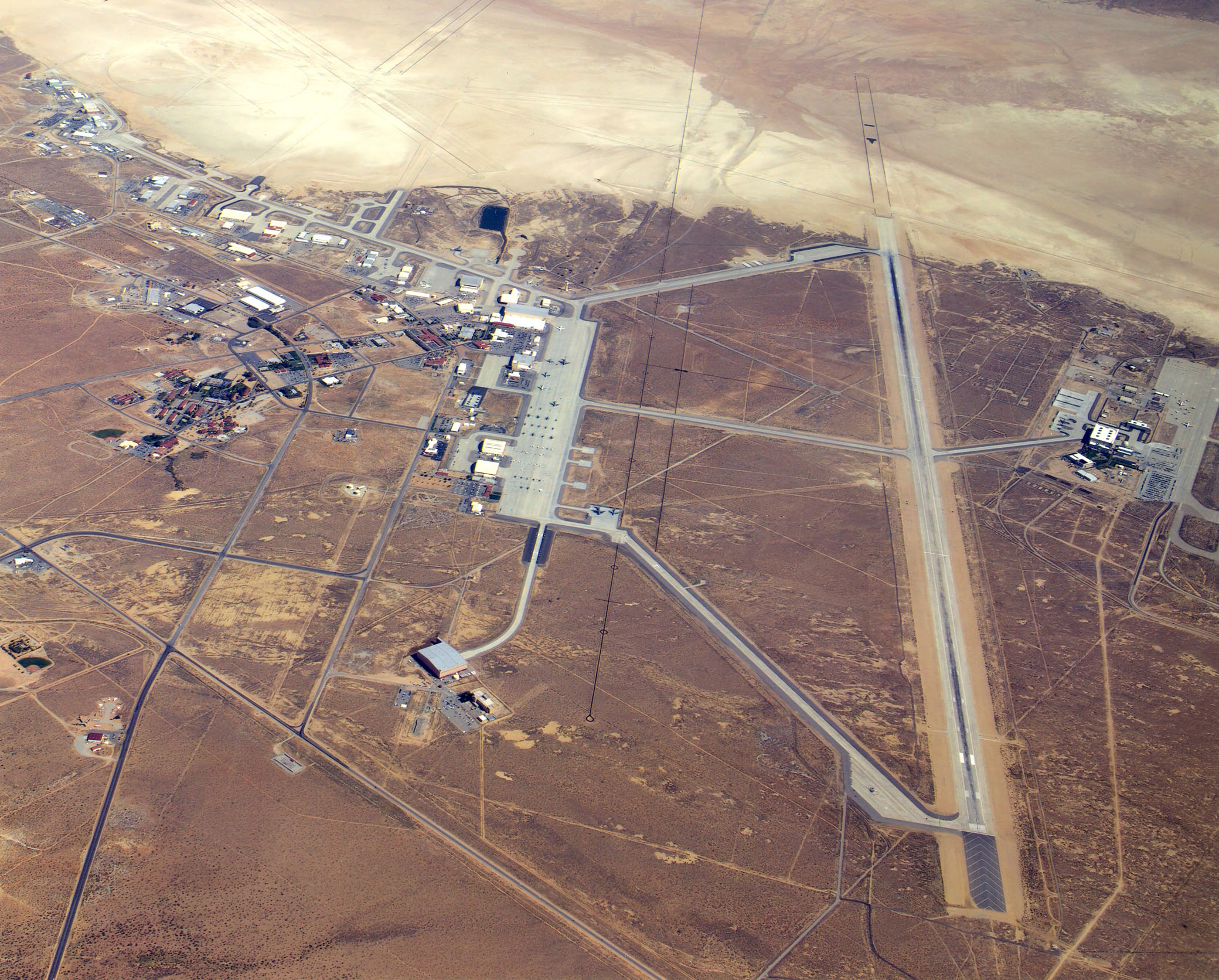
La base aérienne Edwards en Californie, un des lieux de tournage du film.

Une partie du film a été tourné à la base aérienne Edwards en Californie.
Un prototype de bombardier, le Martin XB-51, loué par la société de production cinématographique Warner Brothers et renommé « Gilbert XF-120 » pour tourner dans le film, qui sort en septembre 1956. Le 25 mars 1956, alors qu'il doit se rendre en Californie pour le tournage de scènes supplémentaires, le XF-120 s'écrase au décollage à Biggs Field, au Texas ; les pilotes James Rudolph et Wilbur Savage meurent dans l'accident,.